# 族群民族主义
族群民族主義（英語：ethnic nationalism），又譯族裔國族主義，亦稱族群主義（英語：ethnicism），是以族群划分民族，主张本族群利益的意識形態为特征的政治、经济、社会体系。与主张民族并不基于共同种族或族群的公民民族主义相对。

## 大塞尔维亚主义
大塞爾維亞主義是大塞尔维亚民族的民族主义。克罗地亚族和斯洛文尼亚族被说成是塞族的分支，其它民族则不予承认。在南斯拉夫王国卡拉乔尔杰维奇王朝时期，塞尔维亚族占据着经济、政治、文化的主导地位。南斯拉夫联邦人民共和国成立后，塞尔维亚人是南斯拉夫第一大民族。克罗地亚人铁托为了遏制南联盟的大塞尔维亚主义，打击塞尔维亚民族主义，其民族政策带有明显的遏制和削弱塞尔维亚的“弱塞强南”倾向。最突出的措施是在塞尔维亚境内建立了科索沃和伏伊伏丁那两个自治省，安抚阿尔巴尼亚人和匈牙利人的民族主义者，并人为制造了一个新的民族——波黑穆斯林族（穆斯林族）。还任用各个民族担任国家领导人，六十年代的领导人德尔（斯洛文尼亞人）、德热拉斯（黑山人）、兰科维奇（塞爾維亞人）与巴卡里奇（克羅地亞人）等，内只有兰科维奇一人是塞族。但兰科维奇等4万塞族干部都因为大塞尔维亚主义被整肃过。20世纪末，共产主义和南斯拉夫联邦主义失去人民的支持，大塞尔维亚民族主义者推翻塞尔维亚共和国，米洛舍维奇成为总统挑起人民对大塞尔维亚的期望，修改宪法，取消科索沃的自治省地位，取消阿尔巴尼亚人的母语学校和新闻机构等，最终引发了南斯拉夫內戰、南斯拉夫解體。

## 大汉族主义
大汉族主义是大民族主义在中国的体现，是汉族的民族主义，是毛泽东在列宁主义的影响下提出的，认为大汉族主义是资产阶级思想。1931年中华工农兵苏维埃第一次全国代表大会通过的《中华苏维埃共和国宪法大纲》以及《关于中国境内少数民族问题的决议案》中指出反对一切大汉族主义倾向，从政治、经济、文化三个方面保障少数的民族权利，少数民族有民族自决的权利。中国共产党反对一切民族主义，对党员和人民中进行马克思主义教育。
《中华人民共和国宪法》中规定：“要反对大民族主义”，“也要反对地方民族主义”。該觀點受到张建新等官員的支持。《民族区域自治法》中指出民族区域自治制度是出于反对大汉族主义，贯彻民族平等的政策。

## 资料来源
1. ↑  告别梦魇的“铁托主义者”[永久]
2. ↑  共产党政策阐释：大汉族主义和地方民族主义 （页面存档备份，存于）“大汉族主义是大民族主义在我国的集中表现，它是剥削阶级思想在国内民族关系上的一种反映，是一种歧视、排斥、压迫较小民族的民族主义。”
3. ↑  .   [2019-05-20]. （原始内容存档于2019-05-22）.
4. ↑  中国社会科学院《马克思民族理论：解决中国民族问题的指针》 Archive.today的存檔，存档日期2012-07-29"苏维埃共和国必须特别注意落后民族共和国与自治区域内生产力的发展与文化的提高，必须为国内少数民族设立完全应用民族语言文字的学校、编辑馆与印刷局，允许在一切政府的机关使用本民族的语言文字，尽量引进当地民族的工农干部担任国家的管理工作，并且坚决反对一切大汉族主义的倾向。"
5. ↑  《民主革命时期毛泽东思想民族理论在内蒙古的实践》 的存檔，存档日期2011-05-18.
6. ↑  全国统战工作会议《关于过去几年内党在少数民族中进行工作的主要经验总结》 （页面存档备份，存于）“任何民族主义、大汉族主义或少数民族中的地方民族主义，都是与共产党的原则，亦即与马克思列宁主义的原则不相容的。共产党人主张国际主义，主张民族平等，反对民族压迫，并为此进行不调和的斗争。它在党内和人民中不断地进行马克思主义教育。”
7. ↑  《学习时报》第84期，张建新，《防止两种民族主义倾向》，http://www.people.com.cn/GB/guandian/8213/28144/28155/1904546.html （页面存档备份，存于）
8. ↑  .   [2019-05-20]. （原始内容存档于2011-05-19）.
9. ↑  .   [2019-05-20]. （原始内容存档于2014-10-06）.